# Ateleopus natalensis
Ateleopus natalensis är en fiskart som beskrevs av Regan 1921. Ateleopus natalensis ingår i släktet Ateleopus och familjen Ateleopodidae. Inga underarter finns listade.